# 詹寧斯縣 (印第安納州)
詹寧斯县（英語：Jennings County）是位於美國印第安納州東南部的一個縣。面積980平方公里。根據美國2000年人口普查，共有人口27,554人。縣治弗農（Vernon）。
成立於1816年12月27日，1817年2月1日生效。縣名紀念首任州長、聯邦眾議員約納堂·詹寧斯。